# Autobuzul magic
Autobuzul magic (engleză The Magic School Bus) este un serial de animație pentru copii canadiano-american, bazat pe seria de cărți cu același nume, scrisă de Joanna Cole și Bruce Degen. Difuzat inițial între 1994 și 1997, serialul a fost aclamat de critici pentru aspectul educativ și folosirea unei distribuții recunoscute. Comediana Lily Tomlin a dat voce personajului principal al seriei, profesoara Frizzle, iar compozitorul Little Richard a interpretat melodia de generic.
Aventurile clasei doamnei profesor Frizzle constituie intriga principală a desenului animat. Copiii (Arnold, Wanda, Dorothy Ann, Keesha, Phoebe, Ralphie, Carlos și Tim) călătoresc cu un autobuz școlar ce posedă puteri magice, și învață despre subiecte ca anatomia umană, ecologie, fizică sau zoologie.
În România, serialul a fost difuzat pe postul Minimax. Dublajul a fost realizat în decursul anilor 2000 de către Zone Studio Oradea, cu o distribuție formată din actorii Oana Rusu, Richard Balint, Ileana Iurciuc, Florian Silaghi, Petre Ghimbășan, Corina Cernea, și alții.

## Distribuția
„Mai bine rămâneam acasă astăzi!”—Arnold Perlstein
- Lily Tomlin ca profesoara Frizzle

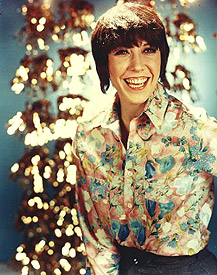
Actrița Lily Tomlin dă voce excentricei profesoare Frizzle.

- Amos Crawley (sezonul 1) și Daniel Tamberelli (sezoanele 2-4) în rolul lui Arnold Perlstein
- Lisa Yamanaka în rolul Wandei Li
- Tara Meyer în rolul lui Dorothy Ann Hudson
- Erica Luttrell în rolul Keesha Franklin
- Maia Filar în rolul lui Phoebe Terese
- Stuart Stone în rolul lui Ralphie Tennelli
- Daniel DeSanto în rolul lui Carlos Ramon
- Max Beckford (sezonul 1) și Andre Ottley-Lorant (sezoanele 2-4) în rolul lui Tim Wright
- Malcolm-Jamal Warner în rolul producătorului
- Susan Blu în rolul producătoarei

## Producție
La începutul anului 1994, Scholastic Entertainment a transformat conceptul Autobuzul magic într-un serial de animație, care a avut premiera la 10 septembrie 1994. Ideea serialului TV a fost dezvoltată de fostul vicepreședinte și director editorial al Scholastic Entertainment, Craig Walker. Președintele Scholastic Entertainment, Deborah Forte, a explicat că adaptarea cărților într-un serial de animație a fost o oportunitate de a-i ajuta pe copii „să învețe despre știință într-un mod distractiv”. În această perioadă, Forte auzise preocupări din partea părinților și profesorilor cu privire la modul de îmbunătățire a educației științifice pentru copii și minoritățile din întreaga lume. Hanho Heung-Up Co., Ltd. a contribuit cu o parte din animația acestui serial. Melodia tematică, intitulată „Ride on the Magic School Bus”, a fost scrisă de Peter Lurye și interpretată de Little Richard. Directorul de voce a fost Susan Blu; doi dintre scenariștii serialului au fost Brian Meehl și Jocelyn Stevenson.
În Statele Unite ale Americii, între 1994 și 1997, seria originală Autobuzul magic a fost difuzată de PBS, ca parte a programului de zi pentru copii. A fost primul serial complet animat difuzat pe PBS. Ultimul episod a fost difuzat la 6 decembrie 1997. Până la sfârșitul difuzării originale, acesta s-a numărat printre cele mai bine cotate emisiuni PBS pentru copiii de vârstă școlară. Ulterior, serialul a fost reluat cu intermitențe în grila PBS până la 25 septembrie 1998. La 26 septembrie 1998, PBS a renunțat la emisiune pentru a face loc mai multor programe destinate copiilor preșcolari. Mai târziu în acel an, rețeaua Fox a achiziționat serialul, și l-a difuzat în cadrul blocului Fox Kids ca ofertă în timpul săptămânii pentru a îndeplini mandatele de televiziune educativă pentru afiliații Fox. Fox Kids a difuzat reluări ale emisiunii din 1998 până în 2002.

## Revival
Pe 10 iunie 2014, un nou serial a fost anunțat de Netflix și Scholastic Media, intitulat Autobuzul magic 360°. Noua iterație a francizei prezintă o doamnă Frizzle modernă, și un autobuz high tech care pune accentul pe invenții ca roboții, echipamentele portabile și tehnologia camerei. Producătorii au sperat să captiveze imaginația copiilor, și să le motiveze interesul pentru științe. 9 Story Media Group urma să producă serialul. Producătorul Stuart Stone, care i-a dat voce lui Ralphie în serialul original, a explicat că în Autobuzul magic 360° vor apărea unii dintre actorii vocali originali. Distribuția de voce a serialului se bazează în Los Angeles și Toronto, Susan Blu fiind directorul de voce din Los Angeles, și Alyson Court fiind directorul de voce din Toronto.
În februarie 2017, Netflix a anunțat că actrița Kate McKinnon, membră a distribuției Saturday Night Live, a primit rolul lui Fiona Felicity Frizzle, sora mai mică a doamnei Frizzle, acum profesoara Frizzle, dublată din nou de Lily Tomlin. Din acest moment, titlul serialului a fost schimbat în The Magic School Bus Rides Again (Din nou la drum cu autobuzul magic). Lin-Manuel Miranda a interpretat melodia de generic. Pe 29 septembrie 2017, serialul a avut premiera pe Netflix.

## Episoade

### Sezonul 1
| Nr. în serial | Nr. în sezon | Titlu                    | Subiectul abordat    | Regizat de      | Scris de                                                  | Data difuzării     | Cod de producție |
| ------------- | ------------ | ------------------------ | -------------------- | --------------- | --------------------------------------------------------- | ------------------ | ---------------- |
| 1             | 1            | „Gets Lost in Space”     | Sistemul solar       | Lawrence Jacobs | Brian Meehl & Jocelyn Stevenson                           | 10 septembrie 1994 | MSB-01           |
| 2             | 2            | „For Lunch”              | Digestia             | Lawrence Jacobs | Ellen Schecter, Brian Meehl, John May & Jocelyn Stevenson | 17 septembrie 1994 | MSB-02           |
| 3             | 3            | „Inside Ralphie”         | Agenți patogeni      | Lawrence Jacobs | John May & Jocelyn Stevenson                              | 24 septembrie 1994 | MSB-03           |
| 4             | 4            | „Gets Eaten”             | Lanțul trofic        | Lawrence Jacobs | Jocelyn Stevenson & John May                              | 1 octombrie 1994   | MSB-04           |
| 5             | 5            | „Hops Home”              | Habitatul            | Lawrence Jacobs | Jocelyn Stevenson                                         | 8 octombrie 1994   | MSB-05           |
| 6             | 6            | „Meets the Rot Squad”    | Descompunerea        | Lawrence Jacobs | John May & Jocelyn Stevenson                              | 15 octombrie 1994  | MSB-06           |
| 7             | 7            | „All Dried Up”           | Adaptarea la deșert  | Lawrence Jacobs | Brian Meehl & Jocelyn Stevenson                           | 22 octombrie 1994  | MSB-07           |
| 8             | 8            | „In the Haunted House”   | Sunetul              | Lawrence Jacobs | John May, Kristin Laskas Martin & Jocelyn Stevenson       | 29 octombrie 1994  | MSB-08           |
| 9             | 9            | „Gets Ready, Set, Dough” | Chimia din bucătărie | Lawrence Jacobs | Brian Meehl, John May & Jocelyn Stevenson                 | 5 noiembrie 1994   | MSB-09           |
| 10            | 10           | „Plays Ball”             | Forța                | Lawrence Jacobs | John May, Brian Meehl & Jocelyn Stevenson                 | 12 noiembrie 1994  | MSB-10           |
| 11            | 11           | „Goes to Seed”           | Semințe              | Lawrence Jacobs | Ronnie Krauss, Brian Meehl & Jocelyn Stevenson            | 19 noiembrie 1994  | MSB-11           |
| 12            | 12           | „Gets Ants in its Pants” | Furnici              | Lawrence Jacobs | Jocelyn Stevenson, Kristin Laskas Martin & Brian Meehl    | 26 noiembrie 1994  | MSB-12           |
| 13            | 13           | „Kicks Up a Storm”       | Vremea               | Lawrence Jacobs | John May, Brian Meehl & Jocelyn Stevenson                 | 3 decembrie 1994   | MSB-13           |

### Sezonul 2
| Nr. în serial | Nr. în sezon | Titlu                         | Subiectul abordat               | Regizat de         | Scris de                                                        | Data difuzării     | Cod de producție |
| ------------- | ------------ | ----------------------------- | ------------------------------- | ------------------ | --------------------------------------------------------------- | ------------------ | ---------------- |
| 14            | 1            | „Blows its Top”               | Vulcanul                        | Charles E. Bastien | Sean Kelly, George Arthur Bloom, & Jocelyn Stevenson            | 9 septembrie 1995  | MSB-14           |
| 15            | 2            | „Flexes its Muscles”          | Mecanica                        | Charles E. Bastien | John May, Jocelyn Stevenson, & George Arthur Bloom              | 16 septembrie 1995 | MSB-15           |
| 16            | 3            | „The Busasaurus”              | Dinozauri                       | Charles E. Bastien | Ronnie Krauss, Brian Meehl, & George Arthur Bloom               | 23 septembrie 1995 | MSB-16           |
| 17            | 4            | „Going Batty”                 | Chiroptere                      | Charles E. Bastien | Ronnie Krauss, Brian Meehl, & George Arthur Bloom               | 30 septembrie 1995 | MSB-17           |
| 18            | 5            | „Butterfly and the Bog Beast” | Fluturi                         | Charles E. Bastien | Brian Meehl & George Arthur Bloom                               | 7 octombrie 1995   | MSB-18           |
| 19            | 6            | „Wet All Over”                | Circuitul apei în natură        | Charles E. Bastien | Jocelyn Stevenson, George Arthur Bloom, & Kristin Laskas Martin | 14 octombrie 1995  | MSB-19           |
| 20            | 7            | „In a Pickle”                 | Microorganisme                  | Charles E. Bastien | Jocelyn Stevenson, Brian Meehl, & George Arthur Bloom           | 21 octombrie 1995  | MSB-20           |
| 21            | 8            | „Revving Up”                  | Motorul                         | Charles E. Bastien | Sean Kelly, Brian Meehl, & George Arthur Bloom                  | 28 octombrie 1995  | MSB-21           |
| 22            | 9            | „Taking Flight”               | Zborul                          | Charles E. Bastien | Kermit Frazier & George Arthur Bloom                            | 4 noiembrie 1995   | MSB-22           |
| 23            | 10           | „Getting Energized”           | Energia                         | Charles E. Bastien | Brian Meehl & George Arthur Bloom                               | 11 noiembrie 1995  | MSB-23           |
| 24            | 11           | „Out of this World”           | Obiecte mici din Sistemul solar | Charles E. Bastien | Libby Hinson & George Arthur Bloom                              | 18 noiembrie 1995  | MSB-24           |
| 25            | 12           | „Cold Feet”                   | Termoreglarea                   | Charles E. Bastien | Jocelyn Stevenson, John May, & George Arthur Bloom              | 25 noiembrie 1995  | MSB-25           |
| 26            | 13           | „Ups and Downs”               | Flotabilitatea                  | Charles E. Bastien | Brian Meehl & George Arthur Bloom                               | 2 decembrie 1995   | MSB-26           |

### Sezonul 3
| Nr. în serial | Nr. în sezon | Titlu                | Subiectul abordat       | Regizat de         | Scris de                                                      | Data difuzării     | Cod de producție |
| ------------- | ------------ | -------------------- | ----------------------- | ------------------ | ------------------------------------------------------------- | ------------------ | ---------------- |
| 27            | 1            | „In a Beehive”       | Albine                  | Charles E. Bastien | Doug Booth                                                    | 14 septembrie 1996 | MSB-27           |
| 28            | 2            | „In the Arctic”      | Căldura                 | Charles E. Bastien | Brian Meehl                                                   | 21 septembrie 1996 | MSB-28           |
| 29            | 3            | „Spins a Web”        | Păianjeni               | Charles E. Bastien | Robert Schechter                                              | 28 septembrie 1996 | MSB-29           |
| 30            | 4            | „Under Construction” | Structura               | Charles E. Bastien | Libby Hinson                                                  | 5 octombrie 1996   | MSB-30           |
| 31            | 5            | „Gets a Bright Idea” | Lumina                  | Charles E. Bastien | Ronnie Krauss                                                 | 12 octombrie 1996  | MSB-31           |
| 32            | 6            | „Shows and Tells”    | Arheologia              | Charles E. Bastien | John May                                                      | 19 octombrie 1996  | MSB-32           |
| 33            | 7            | „Makes a Rainbow”    | Culoarea                | Charles E. Bastien | George Arthur Bloom, Jocelyn Stevenson                        | 26 octombrie 1996  | MSB-33           |
| 34            | 8            | „Goes Upstream”      | Migrația animalelor     | Charles E. Bastien | Ronnie Krauss                                                 | 2 noiembrie 1996   | MSB-34           |
| 35            | 9            | „Works Out”          | Aparatul cardiovascular | Charles E. Bastien | Jocelyn Stevenson, George Arthur Bloom, & Robert Schecter     | 9 noiembrie 1996   | MSB-35           |
| 36            | 10           | „Gets Planted”       | Fotosinteza             | Charles E. Bastien | Ronnie Krauss                                                 | 16 noiembrie 1996  | MSB-36           |
| 37            | 11           | „In the Rainforest”  | Pădurea Amazoniană      | Charles E. Bastien | Brian Meehl                                                   | 23 noiembrie 1996  | MSB-37           |
| 38            | 12           | „Rocks and Rolls”    | Eroziunea               | Charles E. Bastien | Jocelyn Stevenson, George Arthur Bloom, & Robert B. Schechter | 30 noiembrie 1996  | MSB-38           |
| 39            | 13           | „Holiday Special”    | Reciclarea              | Charles E. Bastien | Brian Meehl, John May                                         | 25 decembrie 1996  | MSB-39           |

### Sezonul 4
| Nr. în serial | Nr. în sezon | Titlu                  | Subiectul abordat     | Regizat de      | Scris de                                                | Data difuzării     | Cod de producție |
| ------------- | ------------ | ---------------------- | --------------------- | --------------- | ------------------------------------------------------- | ------------------ | ---------------- |
| 40            | 1            | „Meets Molly Cule”     | Molecule              | Lawrence Jacobs | Ronnie Krauss                                           | 13 septembrie 1997 | MSB-40           |
| 41            | 2            | „Cracks a Yolk”        | Ouă                   | Lawrence Jacobs | Ronnie Krauss                                           | 20 septembrie 1997 | MSB-41           |
| 42            | 3            | „Goes to Mussel Beach” | Zona tidală           | Lawrence Jacobs | John May, George Arthur Bloom, & Jocelyn Stevenson      | 27 septembrie 1997 | MSB-42           |
| 43            | 4            | „Goes on Air”          | Presiunea atmosferică | Lawrence Jacobs | Brain Meehl, George Arthur Bloom, & Jocelyn Stevenson   | 4 octombrie 1997   | MSB-43           |
| 44            | 5            | „Gets Swamped”         | Zona umedă            | Lawrence Jacobs | George Arthur Bloom, Robert B. Schechter                | 11 octombrie 1997  | MSB-44           |
| 45            | 6            | „Goes Cellular”        | Celule                | Lawrence Jacobs | Jocelyn Stevenson                                       | 18 octombrie 1997  | MSB-45           |
| 46            | 7            | „Sees Stars”           | Stele                 | Lawrence Jacobs | Noel MacNeal                                            | 25 octombrie 1997  | MSB-46           |
| 47            | 8            | „Gains Weight”         | Gravitația            | Lawrence Jacobs | George Arthur Bloom                                     | 1 noiembrie 1997   | MSB-47           |
| 48            | 9            | „Makes a Stink”        | Mirosul               | Lawrence Jacobs | George Arthur Bloom                                     | 8 noiembrie 1997   | MSB-48           |
| 49            | 10           | „Gets Charged”         | Electricitatea        | Lawrence Jacobs | Suzanne Bolch, George Arthur Bloom, & Jocelyn Stevenson | 15 noiembrie 1997  | MSB-49           |
| 50            | 11           | „Gets Programmed”      | Calculatorul          | Lawrence Jacobs | John May, Ronnie Krauss                                 | 22 noiembrie 1997  | MSB-50           |
| 51            | 12           | „Takes a Dive”         | Reciful de corali     | Lawrence Jacobs | Jocelyn Stevenson                                       | 29 noiembrie 1997  | MSB-51           |
| 52            | 13           | „In the City”          | Fauna urbană          | Lawrence Jacobs | Noel MacNeal, George Arthur Bloom, & Jocelyn Stevenson  | 6 decembrie 1997   | MSB-52           |